# Consuelo García del Cid Guerra
Consuelo García del Cid Guerra (Barcelona, 24 d'agost de 1958), és una escriptora, investigadora i activista. És coneguda pels seus assajos polítics i per haver tret a la llum la realitat dels reformatoris franquistes i el robatori de bebès emmarcat en aquests centres.

## Ressenya biogràfica
Víctima de reformatoris franquistes, la seva família la va fer tancar per "rebel" en un centre gestionat per l'orde de les Adoratrices Esclavas del Santísimo Sacramento y de la Caridad. L'any 2012, amb la seva obra Las desterradas hijas de Eva, exposa la realitat d'un sistema penitenciari ocult fins a l'any 1985 per a menors que ella mateixa va patir.
Durant els anys 70 i 80 col·labora amb premsa marginal de l'època com ajoblanco, Ozono o El Viejo Topo i cofunda diverses revistes de poesia.
L'any 1990 inicia una trajectòria empresarial que manté fins al 2009, en la qual funda cinc societats. El 2009 inaugura el periòdic digital Nos queda la palabra, posteriorment rebatejat com a Tenemos la palabra, del qual és directora. El 2010 abandona la seva carrera empresarial per dedicar-se exclusivament a la literatura i s'instal·la a la ciutat de Salzburg (Àustria), on resideix cinc anys.
El 2012 treu a la llum la realitat dels reformatoris franquistes i el robatori de bebès emmarcat en aquests centres. Dona conferències sobre els drets de les dones i fonamentalment dels menors. Ha denunciat públicament al Senat d'Espanya els centres de menors actuals i el sistema de retirada de tuteles. El 2017 fa una conferència al Senat espanyol i un jutge la denuncia per calúmnies, tant per la seva ponència com per la publicació del llibre El desmadre de los servicios sociales. Absolta en apel·lació tres anys després, s'enfronta a un procés judicial molt dur per la via penal per exposar la realitat del sistema de retirada de tuteles de menors en mans de l'administració pública.

## Distincions
- Poesia (Premi Literaducto de Poesía)
- Novel·la (Premi de novel·la Elysèe)

## Obres literàries

### Assajos Polítics
- Las desterradas hijas de Eva, Anantes editorial
  - De Las desterradas hijas de Eva se n'han fet tres documentals i una obra pictoricoplàstica.
    - RTVE Recuperar tu historia.[2]
    - Universitat Autònoma de Barcelona ¿Dónde están las niñas?.[3]
    - TV3 Els Internats de la por.[4]

- Ruega por nosotras, Algón Editores
- Preventorio de Guadarrama, la voz de la memoria, Anantes Editorial
- Camino de la Justicia, Éride Editores
- El desmadre de los servicios sociales, Anantes Editorial
- El poder de la injusticia, Anantes Editorial
- Las insurrectas del Patronato de Protección a la Mujer, Anantes Editorial

### Novel·les
La soprano muda. Novel·la.
La villa de Mouriscot. Novel·la.
Las razones del recuerdo. Novel·la.
Revelación de secretos. Novel·la.

### Biografies
- Aaron Lordson, historia de una voluntad, biografia del cantant africà Aaron Lordson
- Charo Vega, memorias de una existencia desigual
- Nunca recordaré haber muerto, biografia de l'exfutbolista Julio Alberto Moreno, 2016
- Detrás del telón, biografia de Chicho Gordillo i Rosa d'Alba, Éride editors, 2018
- La niña del rincón Testimoniatge autobiogràfic, Anantes Editorial, 2018.

### Antologies
- Nueva Poesía Castellana (1979)
- Antología Peliart (1981)